# آیزیاه کانان
آیزیاه کانان (انگلیسی: Isaiah Canaan؛ زادهٔ ۲۱ مهٔ ۱۹۹۱) یک بازیکن بسکتبال اهل ایالات متحده آمریکا است.
از باشگاه‌هایی که در آن بازی کرده‌است می‌توان به هیوستون راکتس و فیلادلفیا سونتی‌سیکسرز اشاره کرد.